# Gastronomia d'Eivissa i Formentera

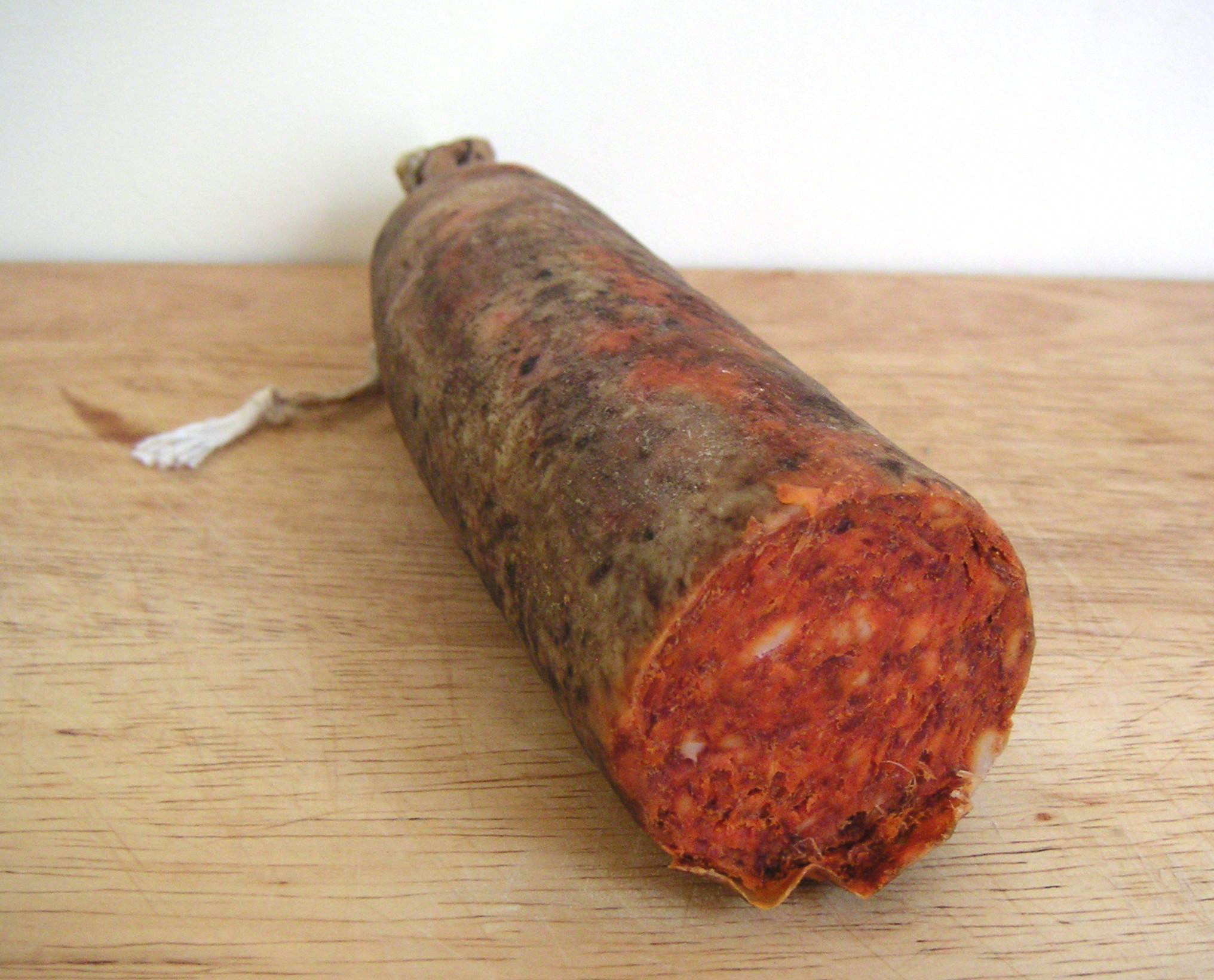
Sobrassada

La gastronomia d'Eivissa i Formentera tracta sobre el menjar i les begudes típics de la cuina de l'Illa d'Eivissa i de l'illa de Formentera, la qual es va repoblar el segle xviii per eivissencs.
La condició d'illes dona unitat a una cuina d'herència catalana i origen pagès, compartida pels cinc municipis d'Eivissa i l'únic de Formentera.
La cuina eivissenca és marcada per la seua naturalesa marítima, amb una varietat enorme de plats de marisc o peix. Això es complementa amb les carns i hortalisses típiques de la dieta mediterrània. L'afluència de turisme ha creat un sector de restauració destacable, que ha impactat en l'oferta gastronòmica amb la creació de diversos restaurants d'alta gamma.

## Ingredients bàsics
- Verdures: Patata, tomàquet, albergínia, pebrot, ceba.
- Fruites: Raïm.
- Aviram: Pollastre.
- Carn: Porc, xai.
- Peix i marisc.

## Especialitats
A continuació es detalla els elements més destacables de la gastronomia d'aquestes dues illes:

### Amanida pagesa
L'amanida pagesa és una mena d'escalivada a base de patata, tomàquet, ceba, albergínia i pebrot mullada amb oli d'oliva. A Formentera a més a més s'hi sol afegir peix sec esfrimolat amb la resta d'amanida.

### Sofrit pagès
El sofrit pagès, paregut al frit mallorquí, és un sofregit de xai i pollastre amb patates. Una altra recepta empra gallina, anyell, porc, lard, xulla, sobrassada, botifarra i patata. És condimentat amb all, julivert, sal, pebre, canyella en pols, claus d'espècie i safrà. Es cou els ingredient dins un brou de carn fins que el caldo desaparega. És habitual prendre'n com a segon plat.

### Bullit de peix
El bullit de peix, plat típic a Eivissa i Formentera, té com a base peixos de roca i patates coberts per allioli, acompanyats per un arròs a la marinera, és a dir arròs amb brou de peix.

### Ventre farcit
El ventre farcit és un embotit cuit curt i gruixut, en el qual s'aprecien trossos sensers de carn, que es feia tradicionalment a les matances per a reservar-lo per a alguna ocasió especial.

### Sobrassada
Com a Mallorca i a Menorca, a Eivissa i Formentera també es fa sobrassada de bona qualitat. En aquestes illes es diferencia la sobrassada pagesa; en forma de ferradura, de gra gruixut i curació més curta; de la cular, que està embotida en el budell gruixut del porc i la carn de la qual està picada més fina i un temps triple de curació respecte a la pagesa. La sobrassada pitiüsa extra és la cular però amb una durada de curació encara més llarga.

### Salsa de Nadal
Per a nadal es prepara una salsa anomenada salsa de Nadal. És feta a base d'ametlles, ous, brou de carn, sucre, espècies i safrà, i és un exemple del tret identitari de la cuina catalana, la mixta de dolç i salat. És postulat que prové dels àrabs. Es pren calenta dins d'una tassa com una mena de guarniment per al cóc de bescuit.

### Flaó
El flaó, un dolç d'origen incert que reapareix arreu del mediterrani i a diverses comarques dels Països Catalans, és una mena de pastís farcit de formatge fresc i herba-sana.

### Coca
La coca és un producte artesanal típic de totes les comarques, que a Eivissa i Formentera adopta una varietat de formes. Entre d'elles figuren la coca de gató, coca de pebrera, coca de tomàquet, coca de sobrassada i coca de bleda.

## Altres plats típics
- Borrida de rajada,[3] un plat que té variants a tot el mediterrani però molt arrelat a la gastronomia popular d'Eivissa i Formentera[4] on es prepara de forma molt especial.[4] És una cassola de patata i rajada a la qual s'afegeix salsa feta amb una picada amb all i altres espècies, ou batut i oli d'oliva. Una altra borrida bastant popular es fa amb bacallà.
- Cocarrois de bledes.[3]
- Cuinat, verdura amb guixes que es menja per Setmana Santa.[1]
- Frita de polp, de porc i de freixura.[3]
- Guisat de peix,[3] una versió local del suquet de peix o de la calderada mediterrània que es fa en greixera i que conté patates, all-i-oli i mero, que s'acompanya de gall, rajada, emperador, llagosta i gambes.[5]
- Peix sec, peix condimentat amb espècies que es deixa assecar al sol i es menja en amanides,[3] de les quals destaca l'amanida de Formentera, amb peix sec, tomàquet, patata i ceba.[6]
- Sopa de menudets. A base de fetge, sang, un païdor i ou de gallina. Es prepara fent un sofregit, s'hi afegeix els menudets i la sopa.[3]
- Tonyina a l'eivissenca, cuinada en cassola de fang amb panses i pinyons, verduretes, vi blanc, llimona i espècies.[7]

## Dolços típics
- Bunyols ensucrats.[3]
- Greixonera feta amb llet i ensaïmada.[3]
- Macarrons de Sant Joan,[3] una mena d'arròs amb llet al qual l'arròs se substitueix per pasta (que, malgrat el nom, són tallarines, no macarrons) originari de Sant Joan de Labritja i típic de les seves festes patronals, per sant Joan.[8]
- Panellets per a Tots Sants.[3]
- Orelletes, un dolç antigament lligat a les festes.[1]
- Magdalenes pageses, uns pastissets fets amb base de mil-fulls farcits de pasta d'ametla cuits al forn amb sucre llustre pel damunt.

## Begudes típiques
- Els vins negres i blancs amb denominació vi de la terra d'Eivissa, de Sant Antoni de Portmany,[1] i vi de la terra de Formentera.
- Licors: Herbes Eivissenques, frígola, absenta.[1]
- Cafè: Cafè caleta (cafè amb conyac, canyella, peles d'agrums i sucre).

## Fires gastronòmiques
Les Festes Pageses de Sant Joan de Labritja inclouen degustacions de la cuina autòctona.
Des de 2008, a l'abril es realitza la Mostra Gastronòmica de Formentera, a Sant Francesc de Formentera.